# Macrocheles matrius
Macrocheles matrius är en spindeldjursart som först beskrevs av Hull 1925.  Macrocheles matrius ingår i släktet Macrocheles och familjen Macrochelidae. Inga underarter finns listade i Catalogue of Life.